# Hernanes

Anderson Hernanes de Carvalho Viana Lima, dit Hernanes, né le 29 mai 1985 à Recife (Brésil), est un ancien footballeur international brésilien jouant au poste de milieu offensif entre 2005 et 2021.

## Biographie

### Carrière en club

#### São Paulo (2005-2010)
Né à Aliança, à l'est de l'État du Pernambouc, il est l'un des produits du centre de formation de São Paulo au sein de laquelle il fait ses premières armes dans les équipes de jeunes dès 2001 après avoir évolué un temps avec l'équipe de sa ville, l'Unibol Pernambuco.
Après une saison dans le groupe pauliste (où il joue 31 matches et marque 5 buts), il est prêté durant une saison à Santo André. Il y inscrit 6 buts en 23 matches. De retour à São Paulo, il s'illustre et décroche le titre de meilleur joueur du championnat brésilien (Prêmio Craque do Brasileirão) en 2008 décerné par la CBF. En 2007 et 2008, les Paulistes et Hernanes décrochent par deux fois le titre de Champion du Brésil.
Lors de l'été 2010, l'agent du milieu de terrain annonce que Hernanes quittera Sao Paulo au terme de la Copa Libertadores 2010. Le joueur est alors courtisé par Villarreal, l'Olympique lyonnais, Palerme et la Lazio de Rome.

#### Lazio Rome (2010-2014)
Le 4 août 2010, Hernanes signe finalement un contrat de 5 ans à la Lazio Rome contre une somme de 13,5 millions d'euros. Son salaire annuel est de 1,6 million d'euros. Son transfert est officialisé le 6 août, au lendemain de l'élimination de São Paulo en demi-finale de la Copa Libertadores par l'International. Dès son premier match amical avec le club italien face au Deportivo La Corogne, il inscrit son premier but avant de récidiver en Serie A sur penalty lors de la victoire des siens contre Bologne le 12 septembre 2010 lors de la 2e journée du championnat 2010-2011. Inscrivant 1 but et 1 passe décisive lors de la victoire 3-1 face à l'Inter Milan le 3 décembre 2010, Hernanes termine la saison avec 11 buts en 36 apparitions.
Inscrivant 11 buts lors de sa deuxième saison en Italie, il devient clairement l'une des pièces essentielles avec l'Allemand Miroslav Klose ou Ledesma de l'équipe d'Edoardo Reja puis de Vladimir Petković qui prend les rênes de l'équipe au début de la saison 2012-2013. Les Romains terminent l'exercice à la 7e place et remportent la Coupe d'Italie en battant en finale le grand rival, l'AS Rome le 26 mai 2013. Hernanes est titulaire durant cette partie cédant sa place à Álvaro González à la 84e minute.

#### Inter Milan (2014-2015)
En janvier 2014, il signe à l'Inter Milan. Il inscrit son premier but sous ses nouvelles couleurs contre Livourne fin mars.

#### Juventus (2015-2017)
Le 31 aout 2015, il rejoint le club italien de la Juventus pour la somme de 11 millions d'euros.

#### Hebei China Fortune (2017-2019)
En février 2017, il signe au club chinois du Hebei China Fortune pour 8 millions d'euros et 2 millions d'euros de bonus.

### Sélection
Il connait sa première sélection avec le Brésil de Dunga le 26 mars 2008 à Londres face à la Suède, entrant au cours de la seconde période (victoire 1-0).
Lors des Jeux olympiques d'été de 2008 de Pékin, il fait partie du groupe brésilien qui remporte la médaille de bronze (victoire face à la Belgique 3-0). Durant cette compétition et lors de la phase de poule, il marque le seul but de son équipe face à cette même équipe de Belgique à la 79e de jeu (1-0).
Deux ans plus tard, il est rappelé en sélection par Mano Menezes, nouveau sélectionneur de la Seleção pour le match aux États-Unis (2-0) disputé le 10 aout 2010.  Le 9 février 2011, il se distingue, mais de la mauvaise manière, en recevant un carton rouge direct lors d'un match amical à Paris face à la France à la suite d'une faute grossière sur Karim Benzema (pied dans le torse du Français). Son équipe s'incline 1 à 0 ce jour-là.
Le 10 novembre 2011, il inscrit son premier but avec les A lors d'un match amical à Libreville face au Gabon (2-0). Le 9 juin 2013, en match amical, Porto Alegre, il marque le second but du Brésil face à la France (3-0) sur un service de Neymar.

## Statistiques détaillées

### En club
| Saison                | Club                  | Championnat           | Championnat | Championnat | Championnat | Coupe(s) nationale(s) | Coupe(s) nationale(s) | Coupe(s) nationale(s) | Supercoupe | Supercoupe | Supercoupe | Compétition(s) continentale(s) | Compétition(s) continentale(s) | Compétition(s) continentale(s) | Compétition(s) continentale(s) | Ligue régionale | Ligue régionale | Ligue régionale | Brésil | Brésil | Brésil | Total | Total | Total |
| Saison                | Club                  | Division              | M.          | B.          | P.d.        | M.                    | B.                    | P.d.                  | M.         | B.         | P.d.       | Comp.                          | M.                             | B.                             | P.d.                           | M.              | B.              | P.d.            | M.     | B.     | P.d.   | M.    | B.    | P.d.  |
| 2004                  | São Paulo FC          | Série A               | -           | -           | -           | -                     | -                     | -                     | -          | -          | -          | CS                             | -                              | -                              | -                              | 1               | 0               | 0               | -      | -      | -      | 1     | 0     | 0     |
| 2005                  | São Paulo FC          | Série A               | 18          | 3           | 0           | 8                     | 1                     | 0                     | -          | -          | -          | CS                             | 5                              | 1                              | 0                              | -               | -               | -               | -      | -      | -      | 31    | 5     | 0     |
| Sous-total            | Sous-total            | Sous-total            | 18          | 3           | 0           | 8                     | 1                     | 0                     | -          | -          | -          | -                              | 5                              | 1                              | 0                              | -               | -               | -               | -      | -      | -      | 31    | 5     | 0     |
| 2006                  | EC Santo André (prêt) | Série B               | 23          | 6           | 0           | 8                     | 1                     | 0                     | -          | -          | -          | -                              | -                              | -                              | -                              | -               | -               | -               | -      | -      | -      | 31    | 7     | 0     |
| Sous-total            | Sous-total            | Sous-total            | 23          | 6           | 0           | 8                     | 1                     | -                     | -          | -          | -          | -                              | -                              | -                              | -                              | -               | -               | -               | -      | -      | -      | 31    | 7     | 0     |
| 2007                  | São Paulo FC          | Série A               | 31          | 3           | 0           | 12                    | 2                     | 0                     | -          | -          | -          | CS                             | 4                              | 0                              | 0                              | 8               | 1               | 0               | -      | -      | -      | 55    | 6     | 0     |
| 2008                  | São Paulo FC          | Série A               | 24          | 4           | 0           | 11                    | 2                     | 0                     | -          | -          | -          | CL                             | 11                             | 0                              | 0                              | 19              | 3               | 0               | 1      | 0      | 0      | 66    | 9     | 0     |
| 2009                  | São Paulo FC          | Série A               | 33          | 6           | 0           | 13                    | 3                     | 0                     | -          | -          | -          | CL                             | 10                             | 1                              | 0                              | 18              | 4               | 0               | -      | -      | -      | 74    | 14    | 0     |
| 2010                  | São Paulo FC          | Série A               | 11          | 2           | 0           | 11                    | 1                     | 0                     | -          | -          | -          | CL                             | 12                             | 4                              | 1                              | 19              | 6               | 0               | 1      | 0      | 0      | 54    | 13    | 1     |
| Sous-total            | Sous-total            | Sous-total            | 117         | 18          | 0           | 55                    | 9                     | 0                     | -          | -          | -          | -                              | 42                             | 6                              | 1                              | 65              | 14              | 0               | 2      | 0      | 0      | 281   | 47    | 1     |
| 2010-2011             | Lazio Rome            | Série A               | 36          | 11          | 4           | 1                     | 1                     | 0                     | -          | -          | -          | -                              | -                              | -                              | -                              | -               | -               | -               | 1      | 0      | 0      | 38    | 12    | 4     |
| 2011-2012             | Lazio Rome            | Série A               | 31          | 8           | 2           | 2                     | 1                     | 0                     | -          | -          | -          | C3                             | 9                              | 2                              | 1                              | -               | -               | -               | 5      | 1      | 0      | 47    | 12    | 3     |
| 2012-2013             | Lazio Rome            | Série A               | 34          | 11          | 4           | 5                     | 2                     | 0                     | -          | -          | -          | C3                             | 14                             | 1                              | 3                              | -               | -               | -               | 9      | 1      | 0      | 62    | 15    | 7     |
| 2013-2014             | Lazio Rome            | Série A               | 17          | 3           | 0           | -                     | -                     | -                     | 1          | 0          | 0          | C3                             | 6                              | 1                              | 1                              | -               | -               | -               | 7      | 0      | 0      | 31    | 4     | 1     |
| Sous-total            | Sous-total            | Sous-total            | 118         | 33          | 10          | 8                     | 4                     | 0                     | 1          | 0          | 0          | -                              | 29                             | 4                              | 5                              | -               | -               | -               | 22     | 2      | 0      | 178   | 43    | 15    |
| 2013-2014             | Inter Milan           | Série A               | 14          | 2           | 4           | -                     | -                     | -                     | -          | -          | -          | -                              | -                              | -                              | -                              | -               | -               | -               | 4      | 0      | 0      | 18    | 2     | 4     |
| 2014-2015             | Inter Milan           | Série A               | 26          | 5           | 2           | 1                     | 0                     | 0                     | -          | -          | -          | C3                             | 9                              | 0                              | 2                              | -               | -               | -               | -      | -      | -      | 36    | 5     | 4     |
| 2015-2016             | Inter Milan           | Série A               | 2           | 0           | 0           | -                     | -                     | -                     | -          | -          | -          | -                              | -                              | -                              | -                              | -               | -               | -               | -      | -      | -      | 2     | 0     | 0     |
| Sous-total            | Sous-total            | Sous-total            | 42          | 7           | 6           | 1                     | 0                     | 0                     | -          | -          | -          | -                              | 9                              | 0                              | 2                              | -               | -               | -               | 4      | 0      | 0      | 56    | 7     | 8     |
| 2015-2016             | Juventus Turin        | Série A               | 14          | 1           | 1           | 3                     | 0                     | 0                     | -          | -          | -          | C1                             | 5                              | 0                              | 0                              | -               | -               | -               | -      | -      | -      | 22    | 1     | 1     |
| 2016-2017             | Juventus Turin        | Série A               | 5           | 0           | 0           | -                     | -                     | -                     | -          | -          | -          | C1                             | 1                              | 0                              | 0                              | -               | -               | -               | -      | -      | -      | 6     | 0     | 0     |
| Sous-total            | Sous-total            | Sous-total            | 19          | 1           | 1           | 3                     | 0                     | 0                     | -          | -          | -          | -                              | 6                              | 0                              | 0                              | -               | -               | -               | -      | -      | -      | 28    | 1     | 1     |
| 2017                  | Hebei China Fortune   | CSL                   | 6           | 1           | 0           | 2                     | 0                     | 0                     | -          | -          | -          | -                              | -                              | -                              | -                              | -               | -               | -               | -      | -      | -      | 8     | 1     | 0     |
| 2018                  | Hebei China Fortune   | CSL                   | 8           | 1           | 0           | 1                     | 0                     | 0                     | -          | -          | -          | -                              | -                              | -                              | -                              | -               | -               | -               | -      | -      | -      | 9     | 1     | 0     |
| Sous-total            | Sous-total            | Sous-total            | 14          | 2           | 0           | 3                     | 0                     | 0                     | -          | -          | -          | -                              | -                              | -                              | -                              | -               | -               | -               | -      | -      | -      | 17    | 2     | 0     |
| 2017                  | São Paulo FC (prêt)   | Série A               | 19          | 9           | 0           | -                     | -                     | -                     | -          | -          | -          | -                              | -                              | -                              | -                              | -               | -               | -               | -      | -      | -      | 19    | 9     | 0     |
| Sous-total            | Sous-total            | Sous-total            | 19          | 9           | 0           | -                     | -                     | -                     | -          | -          | -          | -                              | -                              | -                              | -                              | -               | -               | -               | -      | -      | -      | 19    | 9     | 0     |
| Total sur la carrière | Total sur la carrière | Total sur la carrière | 370         | 79          | 17          | 86                    | 14                    | 0                     | 1          | 0          | 0          | -                              | 86                             | 10                             | 8                              | 65              | 14              | 0               | 28     | 2      | 0      | 636   | 119   | 25    |

## Palmarès
- Champion du Brésil en 2007 et 2008 avec le São Paulo FC
- Médaille de bronze aux Jeux Olympiques de Pékin 2008 avec la Sélection olympique du Brésil
- Meilleur joueur du Championnat brésilien en 2008 avec le São Paulo FC
- Coupe d'Italie en 2013 avec la Lazio Rome et en 2016 avec la Juventus Turin
- Vainqueur de la Coupe des confédérations en Coupe des confédérations 2013 avec la sélection du Brésil
- Champion d'Italie en 2016 et 2017 avec la Juventus Turin